# Marie Ussing

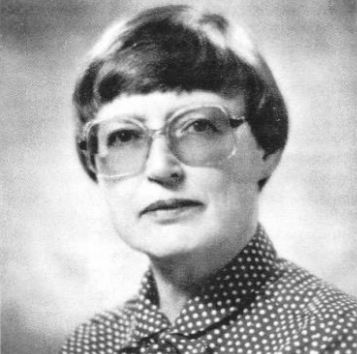
Marie Ussing, 1984

Marie Ussing Nylen (* 13. April 1924) ist eine ehemalige dänische Badmintonspielerin und Biologin. 

## Karriere
Marie Ussing gewann im Jahr 1947 als erste dänische Spielerin die prestigeträchtigen All England. 1953 landete sie dort ihren zweiten Erfolg. Dänische Meisterin im Einzel wurde sie dagegen nie, gewann jedoch einen Doppeltitel 1952 mit Jytte Kjems. 1947 siegte sie bei den Denmark Open mit Aase Schiøtt Jacobsen.

## Sportliche Erfolge
| Saison    | Veranstaltung                                    | Disziplin   | Platz | Name                                         |
| --------- | ------------------------------------------------ | ----------- | ----- | -------------------------------------------- |
| 1941/1942 | Dänemark: Einzelmeisterschaften der Junioren U19 | Dameneinzel | 1     | Marie Ussing, Skovshoved                     |
| 1943/1944 | Dänemark: Einzelmeisterschaften                  | Damendoppel | 1     | Marie Ussing / Jytte Thayssen, Skovshoved IF |
| 1944/1945 | Dänemark: Einzelmeisterschaften                  | Damendoppel | 1     | Marie Ussing / Jytte Thayssen, Skovshoved IF |
| 1947      | Dänemark: Internationale Meisterschaften         | Damendoppel | 1     | Aase Schiøtt Jacobsen / Marie Ussing         |
| 1947      | All England                                      | Damendoppel | 2     | Aase Jacobsen / Marie Ussing                 |
| 1947      | All England                                      | Dameneinzel | 1     | Marie Ussing                                 |
| 1951/1952 | Dänemark: Einzelmeisterschaften                  | Damendoppel | 1     | Jytte Kjems / Marie Ussing, Skovshoved IF    |
| 1953      | All England                                      | Damendoppel | 2     | Agnete Friis / Marie Ussing                  |
| 1953      | All England                                      | Dameneinzel | 1     | Marie Ussing                                 |